# Saint-Vénérand
Saint-Vénérand ist eine französische Gemeinde im Département Haute-Loire in der Verwaltungsregion Auvergne-Rhône-Alpes. Sie gehört zum Arrondissement Brioude und zum Kanton Gorges de l’Allier-Gévaudan. 

## Nachbargemeinden
Umgeben ist Saint-Vénérand von den Nachbargemeinden Saint-Préjet-d’Allier im Nordwesten, Alleyras im Nordosten, Saint-Haon im Osten, Saint-Christophe-d’Allier im Südosten, Bel-Air-Val-d’Ance im Süden, Saint-Symphorien im Südwesten und Croisances im Westen.

## Bevölkerungsentwicklung
| Jahr                       | 1962 | 1968 | 1975 | 1982 | 1990 | 1999 | 2007 | 2016 |
| -------------------------- | ---- | ---- | ---- | ---- | ---- | ---- | ---- | ---- |
| Einwohner                  | 119  | 113  | 84   | 69   | 69   | 52   | 55   | 51   |
| Quellen: Cassini und INSEE |      |      |      |      |      |      |      |      |

## Sehenswürdigkeiten
- Kirche Saint-Bruno, seit 1999 als Monument historique klassifiziert

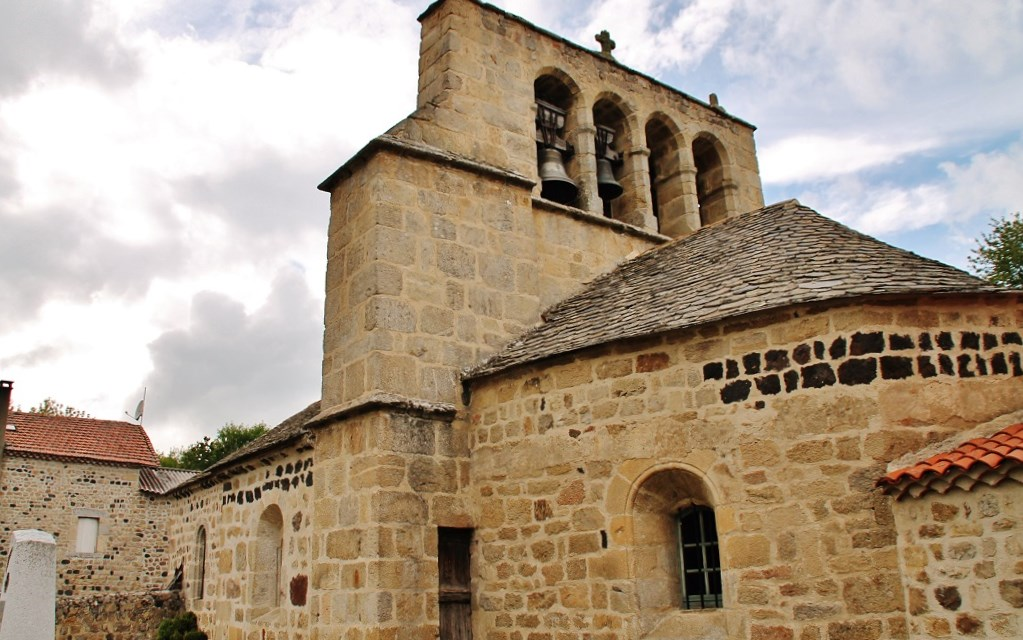
Kirche Saint-Bruno